# ألكسندر هيرنانديز
ألكسندر هيرنانديز (بالإنجليزية: Alexander Hernandez) هو مصارع رياضي أمريكي، ولد في 1 أكتوبر 1992 في سانت لويس في الولايات المتحدة.

## وصلات خارجية
- ألكسندر هيرنانديز على موقع يو إف سي (الإنجليزية)
- ألكسندر هيرنانديز على موقع شيردوغ (الإنجليزية)
- ألكسندر هيرنانديز على موقع IMDb (الإنجليزية)
- ألكسندر هيرنانديز على موقع قاعدة بيانات الفيلم (الإنجليزية)